# Rijksstad Dortmund

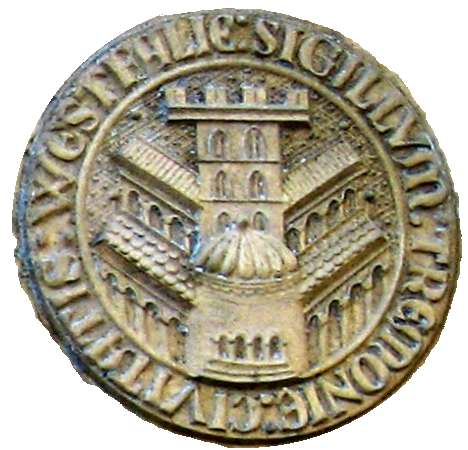
Zegel van de Rijksstad Dortmund [SIGILLVM TREMONIE CIVITATIS WESTFALIE], 13e eeuw

De rijksstad Dortmund was een tot de Nederrijns-Westfaalse Kreits behorende rijksstad binnen het Heilige Roomse Rijk.
In 1226 werd Dortmund een rijksstad. Het blijft de enige rijksstad in Westfalen. Na het uitsterven van de graven van Dortmund lukt het de rijksstad in 1343 de helft van dit graafschap te verwerven, in 1505 komt daar de andere helft bij. De oppervlakte van het graafschap bedroeg 27 km². In 1523 wordt de Reformatie toegestaan, maar niet integraal ingevoerd. In 1562 worden in een stedelijk edict zowel de lutherse als de katholieke viering toegestaan, maar in 1570 wordt er door het stadsbestuur totaal voor de Reformatie gekozen. Als het graafschap Mark in 1609 aan Brandenburg-Pruisen valt, komt de zelfstandigheid van de rijksstad onder sterke druk te staan.
In de Reichsdeputationshauptschluss van 25 februari 1803 wordt in paragraaf 12 de inlijving bij het vorstendom Nassau-Dillenburg vastgesteld. Omdat de vorst, beter bekend als stadhouder Willem V van Oranje-Nassau, geen geroofde landen wil, neemt zijn zoon, de latere koning Willem I der Nederlanden, bezit van de nieuwe gebieden. De prins van Oranje houdt op 30 juni 1803 zijn intocht in de stad. Als graafschap Dortmund gaat het deel uitmaken van het vorstendom Nassau-Oranje-Fulda.
Na de verdrijving van de prins van Oranje in 1807 door Franse troepen, werd het gebied op 1 maart 1808 bij het groothertogdom Berg gevoegd. Na de nederlagen van Napoleon werd het gebied door het Congres van Wenen in 1815 bij het koninkrijk Pruisen gevoegd.